# Porgy and Bess (album d'Ella Fitzgerald et Louis Armstrong)
Pour les articles homonymes, voir Porgy and Bess (homonymie).
Albums de Ella Fitzgerald et Louis Armstrong
Ella and Louis Again
(1957)

Porgy and Bess est le troisième et dernier album du duo Ella Fitzgerald - Louis Armstrong. Il sort en 1958 et contient 15 titres. À l'instar des deux albums précédents, il est produit par Norman Granz.

## Titres
Toute la musique est composée par George Gershwin.
| 1. | Overture (instrumental)                |                              | 10:52 |
| 2. | Summertime                             | DuBose Heyward               | 4:58  |
| 3. | I Wants to Stay Here (Ella Fitzgerald) | Ira Gershwin, DuBose Heyward | 4:38  |

| 4. | My Man's Gone Now (Ella Fitzgerald) | DuBose Heyward               | 4:02 |
| 5. | I Got Plenty O' Nuttin'             | Ira Gershwin, DuBose Heyward | 3:52 |
| 6. | Buzzard Song (Ella Fitzgerald)      | DuBose Heyward               | 2:58 |
| 7. | Bess, You Is My Woman Now           | Ira Gershwin, DuBose Heyward | 5:28 |

| 8.  | It Ain't Necessarily So                       | Ira Gershwin                 | 6:34 |
| 9.  | What You Want Wid Bess? (Ella Fitzgerald)     | DuBose Heyward               | 1:59 |
| 10. | A Woman Is a Sometime Thing (Louis Armstrong) | DuBose Heyward               | 4:47 |
| 11. | Oh, Doctor Jesus (Ella Fitzgerald)            | Ira Gershwin, DuBose Heyward | 2:00 |

| 12. | Here Come de Honey Man / Crab Man / Oh, Dey's So Fresh and Fine | DuBose Heyward | 3:29 |
| 13. | There's a Boat Dat's Leavin Soon for New York (Louis Armstrong) | Ira Gershwin   | 4:54 |
| 14. | Bess, Oh Where's My Bess? (Louis Armstrong)                     | Ira Gershwin   | 2:36 |
| 15. | Oh Lawd, I'm on My Way! (Louis Armstrong, avec chœur)           | DuBose Heyward | 2:57 |

## Fiche technique

### Interprètes
- Ella Fitzgerald — chant
- Louis Armstrong — chant, trompette dans Summertime, I Got Plenty o' Nuttin' , It Ain't Necessarily So, A Woman Is a Sometime Thing et There's a Boat Dat's Leavin' Soon for New York

### Orchestre
- Russell Garcia – arrangeur, chef d'orchestre
- Victor Arno, Robert Barene, Jacques Gasselin, Joseph Livoti, Dan Lube, Amerigo Marino, Erno Neufeld, Marshall Sosson, Robert Sushel, Gerald Vinci, Tibor Zelig — violons
- Myron Bacon, Abraham Hochstein, Raymond Menhennick, Myron Sandler — altos
- Justin Di Tullio, Kurt Reher, William Van Den Burg — violoncelles
- Frank Beach, Buddy Childers, Cappy Lewis — trompettes
- Milt Bernhart, Marshall Cram, James Henderson, Lloyd Ulyate — trombones
- Vincent DeRosa – cor
- Bill Miller (en), Paul Smith (en) – piano
- Tony Rizzi – guitare
- Joe Mondragon – contrebasse
- Alvin Stoller – batterie